# Wenus z Obłazowej

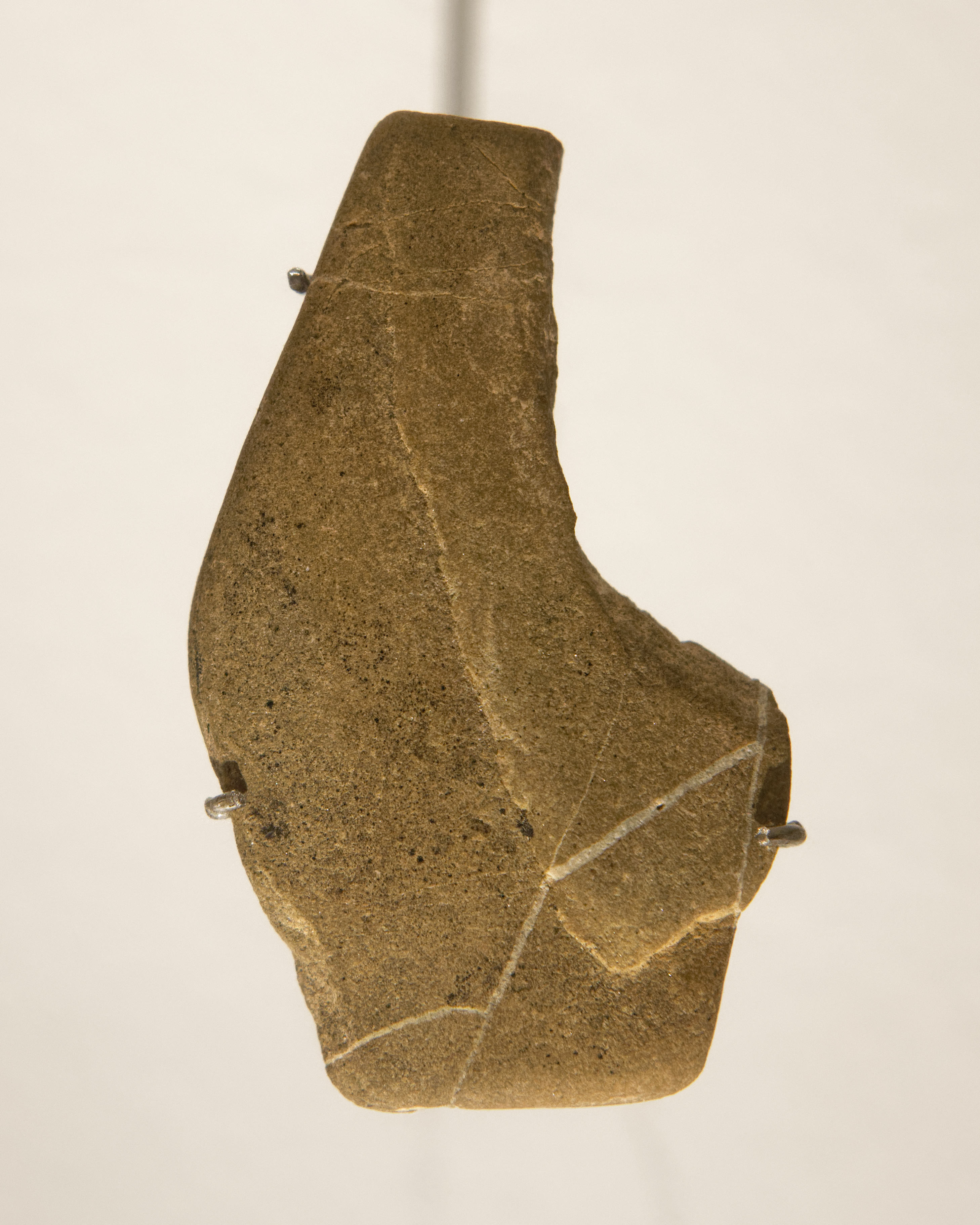
Wenus z Obłazowej

Wenus z Obłazowej – kamienna figurka z czasów paleolitu znaleziona w Jaskini Obłazowej.
Figurka odnaleziona w 2017 roku w czasie prac archeologicznych prowadzonych przez prof. Valde-Nowaka w Jaskini Obłazowej, jest jedną z Wenus paleolitycznych, przypisywana kulturze magdaleńskiej.
Wykonana została około 13000 lat p.n.e z płaskiej bryły piaskowca (prawdopodobnie otoczaka z pobliskiej rzeki Białka). Figurka ma 5,5 cm wysokości i przedstawia postać kobiety z profilu, bez głowy, z silnie zarysowanym brzuchem (możliwe, że z powodu ciąży), pośladkami i biodrami. Figurka jest stosunkowo dokładnie obrobiona, retuszowana. 